# Rodrigo Cuevas Gallegos
Rodrigo Cuevas Gallegos (Arauco, 1973) es un guionista y productor ejecutivo de series y telenovelas en Chile. Entre sus obras está la serie Los 80, que narró la vida de una familia chilena durante la dictadura de Augusto Pinochet; la miniserie Martín, el hombre y la leyenda, sobre el boxeador Martín Vargas en su gloria y caída; la adaptación de la historia argentina Señores papis, primera nocturna del canal Mega; y las telenovelas Si yo fuera rico y Peleles. 
En 2020 escribió la serie Historias de cuarentena, emitida por Mega y grabada durante la pandemia del Covid 19. Fue protagonizada por Francisco Melo, Paola Volpato, Héctor Noguera y Fernando Godoy.  Además ese año estrenó su primera obra de teatro, en modo virtual, con el texto Octubre, fragmentos de un estallido, con la actuación de Daniela Ramírez y Michael Silva.

## Trayectoria
Rodrigo Cuevas vivió sus primeros años en su ciudad natal. Ingresó en la Universidad de Concepción a estudiar periodismo, aunque finalmente se tituló de la carrera de Comunicación Audiovisual en UNIACC de Santiago.
Sus inicios formales en televisión fueron como guionista de telenovelas en Canal 13 (Hippie, Tentación, Papi Ricky). En el mismo período se hizo cargo de los capítulos dedicados a las figuras históricas José Miguel Carrera y Manuel Rodríguez Erdoíza de la serie Héroes, proyecto de unitarios realizado por Canal 13 para conmemorar el Bicentenario de Chile. La serie fue considerada material de apoyo por el Ministerio de Educación. 
Esta producción impulsó la llegada del guionista al nuevo proyecto del área Bicentenario de Canal 13. En 2007, Cuevas se transformó en el jefe de guion de la serie Los 80, producción que se propuso contar la historia íntima de una familia en una época de precariedad económica y represión social y que se convirtió desde su estreno, en octubre de 2008, en un fenómeno en la historia de la televisión chilena. Sus siete temporadas la convierten en la serie más vista de la TV local.
En 2011, escribió en paralelo la cuarta temporada de Los 80 y Peleles, la primera telenovela nocturna de Canal 13. El guionista se mantuvo a cargo de la historia de Los 80 hasta el final de la serie, en diciembre de 2014.
Terminado este ciclo, aceptó la oferta de Mega, donde encabezó la adaptación de la producción argentina Sres. Papis para convertirla en la primera nocturna de ese canal -en el período de María Eugenia Rencoret a cargo del área dramática- alcanzando el liderazgo de sintonía nocturna. La versión chilena fue comprada para ser realizada en mercados como Indonesia e Israel.
Para la miniserie Martín, el hombre y la leyenda,  tomó -además de su cargo como jefe de guiones-, el rol de productor ejecutivo. Emitida en cuatro días consecutivos por Mega, la producción encabezó la audiencia, con buena respuesta de la crítica.
En 2020 escribió la serie Historias de cuarentena, basada en la historia de un sicólogo (Francisco Melo), que atiende a distintos pacientes de manera remota. Historias de cuarentena fue destacada por su original formato y consiguió baja audiencia en su franja horaria.
En septiembre de 2020 se estrena la obra Octubre, fragmentos de un estallido que aborda lo que sucede en una sesión por Zoom entre una psicóloga y un capitán de Fuerzas Especiales, interpretados por Daniela Ramírez y Michael Silva, y las revelaciones que surgen durante esa tensa cita. La obra recoge parte de una investigación realizada durante el estallido social del 18 de octubre, y plantea algunos de los temas pendientes que quedan sobre ese proceso en la sociedad chilena. Octubre, fragmentos de un estallido fue dirigida por Nicolás Acuña.

## Programas

### Series
- Héroes

- Los 80[17][18]

- Martín, el hombre y la leyenda

- Historias de cuarentena

### Telenovelas
- Peleles[19]

- Señores papis

- Si yo fuera rico[20]

- Hijos del desierto

## Premios y distinciones
- 2014: Premio Fotech-Terra al Mejor guion de serie de televisión por Los 80[21]

- 2011: Premio Altazor de las Artes Nacionales al mejor guion de televisión por Los 80[22]

- 2010: Premio Altazor de las Artes Nacionales al mejor guion de televisión por Los 80[23]

- 2009: Premio Altazor de las Artes Nacionales al mejor guion de serie por Los 80 [24]